# Lerma (Hiszpania)

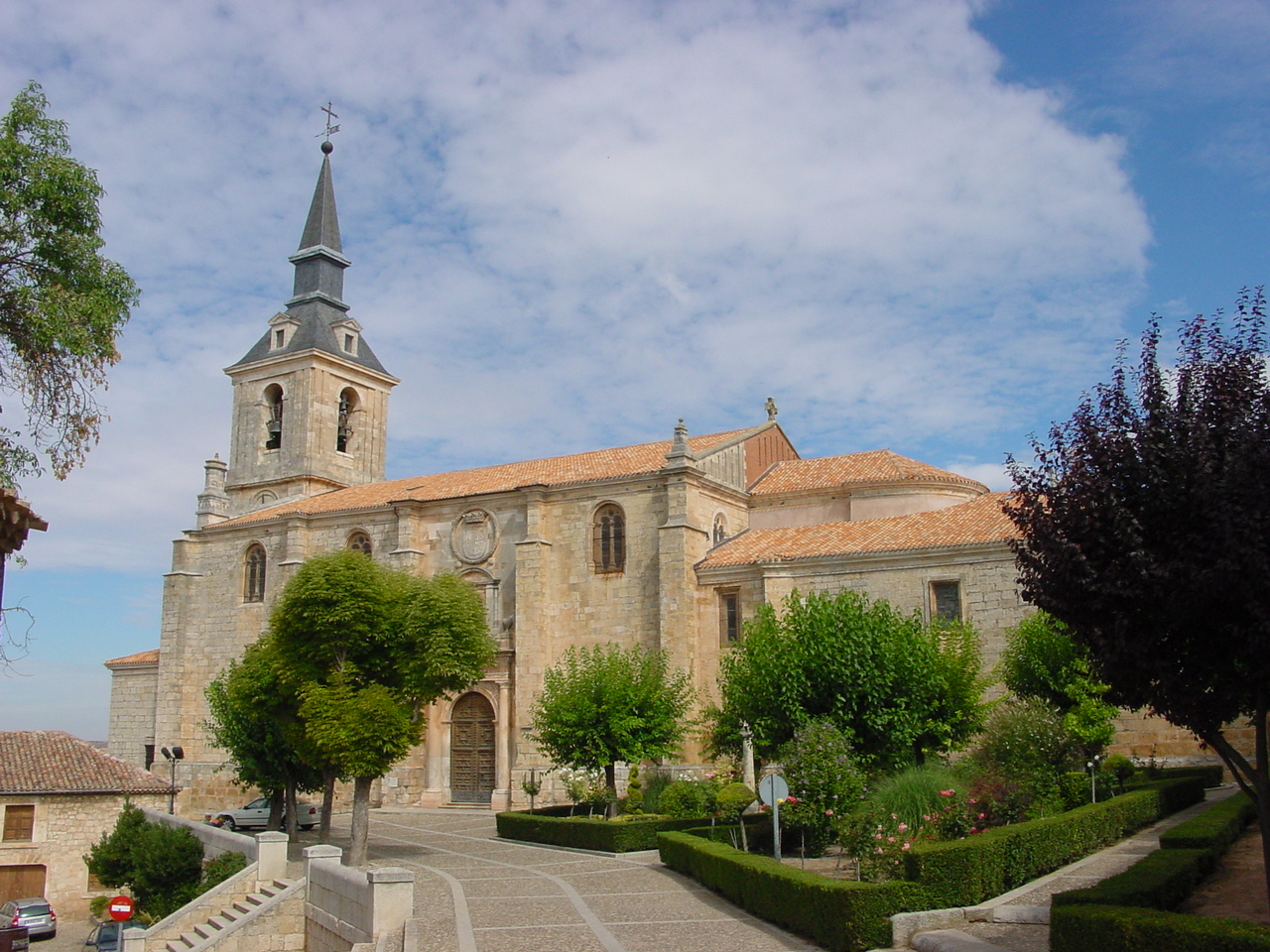
Kolegiata św. Piotra w Lermie

Lerma, także Villa Ducal de Lerma – niewielkie miasteczko w prowincji Burgos we wspólnocie autonomicznej Kastylia i León w Hiszpanii w połowie drogi pomiędzy Burgos i przełęczą Somosierra na głównym trakcie biegnącym z San Sebastián na granicy francuskiej do Madrytu (autostrada A-1).
W Lermie urodził się Cyryl Bertram męczennik i święty Kościoła katolickiego, który zginął w roku 1934, podczas wojny domowej w Hiszpanii.